# Tim Hutchings
Timothy „Tim” Hilton Hutchings (ur. 4 grudnia 1958 w Londynie) – brytyjski lekkoatleta specjalizujący się w biegach długodystansowych, uczestnik letnich igrzysk olimpijskich w Los Angeles (1984). Sukcesy odnosił również w biegach przełajowych.

## Sukcesy sportowe
- mistrz Wielkiej Brytanii w biegu na 5000 m – 1982[1]

| Rok  | Miasto          | Zawody                                    | Konkurencja                      | Wynik         |
| ---- | --------------- | ----------------------------------------- | -------------------------------- | ------------- |
| 1984 | Los Angeles     | letnie igrzyska olimpijskie               | bieg na 5000 m                   | 4. miejsce    |
| 1984 | East Rutherford | mistrzostwa świata w biegach przełajowych | bieg indywidualny                | srebrny medal |
| 1986 | Stuttgart       | mistrzostwa Europy                        | bieg na 5000 m                   | brązowy medal |
| 1986 | Edynburg        | igrzyska Wspólnoty Narodów                | bieg na 5000 m                   | brązowy medal |
| 1987 | Rzym            | mistrzostwa świata                        | bieg na 5000 m                   | 7. miejsce    |
| 1989 | Stavanger       | mistrzostwa świata w biegach przełajowych | bieg indywidualny bieg drużynowy | srebrny medal |

## Rekordy życiowe
- bieg na 1500 m – 3:38,06 – Rzym 31/08/1984
- bieg na 1 milę – Edynburg 31/07/1982
- bieg na 2000 m – Londyn 29/08/1983
- bieg na 3000 m – London 14/07/1989
- bieg na 2 mile – Londyn 12/09/1986
- bieg na 5000 m – 13:11,50 – Los Angeles 11/08/1984
- bieg na 10000 m – 28:07,57 – Hechtel 07/07/1990